# Karnivool
Karnivool est un groupe de rock et metal progressif australien, originaire de Perth, en Australie-Occidentale. Le groupe comprend actuellement Ian Kenny au chant, Drew Goddard et Mark Hosking à la guitare, Jon Stockman à la basse, et Steve Judd à la batterie. Karnivool est formé en 1997 des cendres d'un groupe dans lequel Kenny et Goddard jouaient au lycée.

## Biographie

### Débuts (1998–2003)
Karnivool est formé par des copains de lycée en 1997 à Perth, en Australie-Occidentale, qui jouera à quelques soirées des reprises de Nirvana et Carcass, ainsi que quelques compositions originales. En 1998, le chanteur Ian Kenny rénove totalement le style musical du groupe, renvoie tous les membres et le nom désormais Karnivool, inspiré d'une anecdote durant laquelle les anciens membres du groupe étaient considérés comme une « bande de clowns »,.
Entre 1997 et 2004, le groupe effectue un bon nombre de changements de formation. L'incarnation 1998 de Karnivool comprend Kenny au chant, Andrew « Drew » Goddard à la guitare solo, Andrew Brown à la basse, et Brett McKenzie à la batterie. En 2000, Brown est remplacé par Jon Stockman et McKenzie quitte peu après le groupe pour se faire remplacer par Ray Hawking à la batterie. Mark Hosking se joint à la guitare en 2003 puis, en 2004, Steve Judd remplace Hawking. En 2004, le groupe comprend Kenny, Goddard, Hosking, Stockman, et Judd.
En 1999, le groupe publie son premier EP, Karnivool qui comprend quatre chansons : Fool Me, Konkrete Seed, Box et Some More of the Same. Cet album ne reçoit pas la reconnaissance escomptée, la plupart des médias considérant leur deuxième EP, Persona, publié en mars 2001, comme leur premier. Persona comprend quatre nouvelles chansons et une réédition de la chanson Some More of the Same du premier EP. En octobre 2001, le groupe est sélectionné pour jouer avec Rollins Band mais, à la suite de la faillite d'Ansett Australia, Henry Rollins et son groupe seront forcés d'annuler leur présence à Perth. À la fin de 2001, le groupe joue en soutien à Fear Factory.

### Themata(2004–2007)
Goddard écrit les chansons du premier album de Karnivool, Themata. Produit par Forrester Savel, Goddard y joue également de la guitare et de la batterie sur toutes les chansons, à l'exception de L1fel1ke, Judd n'ayant pas encore rejoint le groupe. Themata est publié indépendamment le 7 février 2005, et distribué par MGM Distribution. Le 23 août 2006, Karnivool signe avec le label indépendant américain Bieler Bros. Records. L'album est publié le 10 avril 2007 aux États-Unis, et le 7 mai au Royaume-Uni. Le groupe réédite également l'EP Persona le 12 décembre 2007, après le succès de Themata.
Karnivool termine la tournée Homeland Security Tour peu après la sortie de Themata. À la fin de 2007, ils jouent au Great American Rampage Tour en Amérique du Nord. À cette période, Karnivool contribue aussi à la compilation Mixed Blood avec une reprise de la chanson The Only Way de Gotye. Goddard et Stockman jouent aussi de la guitare et de la basse respectivement sur la chanson-titre de l'album Hold Your Colour du groupe de drum and bass Pendulum.

### Sound Awake(2008–2010)
Après leur tournée américaine, Karnivool revient en Australie en 2008 et entre en studio pour écrire la suite de Themata. Goddard explique que le nouvel album, Sound Awake, sera une vraie progression comparée à Themata. L'album est de nouveau produit et mixé par Savell. Le groupe continue de tourner en Australie, participant au Big Day Out, Pyramid Rock Festival, Southbound et Homebake. Pendant leur performance scénique au Aeons Tour, ils jouent de nouvelles chansons issues de leur nouvel album, comme Goliath, Deadman, Pearogram (All I Know) et New Day. Au Homebake en 2008, ils jouent une nouvelle chanson intitulée Set Fire to the Hive, qui est confirmée comme premier single. Les nouvelles chansons sont matures, et ressemblent en parallèle à celles de leurs anciennes chansons. Le 26 avril 2009, la vidéo de Set Fire to the Hive est publiée le 9 mai et atteint la 11e place des AIR Top 20 singles charts. L'album est publié le 5 juin 2009 et débute deuxième des ARIA Album Charts et premier des AIR Charts.
Le groupe tourne en Australie en soutien à Sound Awake, et enchaine avec des concerts en Nouvelle-Zélande puis aux États-Unis en tête d'affiche du Third Eye Gathering de Los Angeles. Le groupe tourne ensuite au Royaume-Uni en septembre et octobre 2009. Le 9 novembre 2009, Karnivool publie un clip sur YouTube de leur second single, All I Know. Sound Awake est publié par Sony Music Independent Network/RED Distribution le 16 février 2010 aux États-Unis et au Canada. Karnivool joue ensuite en tête d'affiche avec Fair to Midland. Après une tournée à succès en Europe et aux États-Unis, Karnivool revient en Australie et annonce la tournée New Day Tour. Deux concerts à Melbourne et un à Sydney se jouent à guichet fermé. Le groupe cesse temporairement de tourner afin que Kenny puisse tourner avec son autre groupe Birds of Tokyo.

### Asymmetry(depuis 2011)

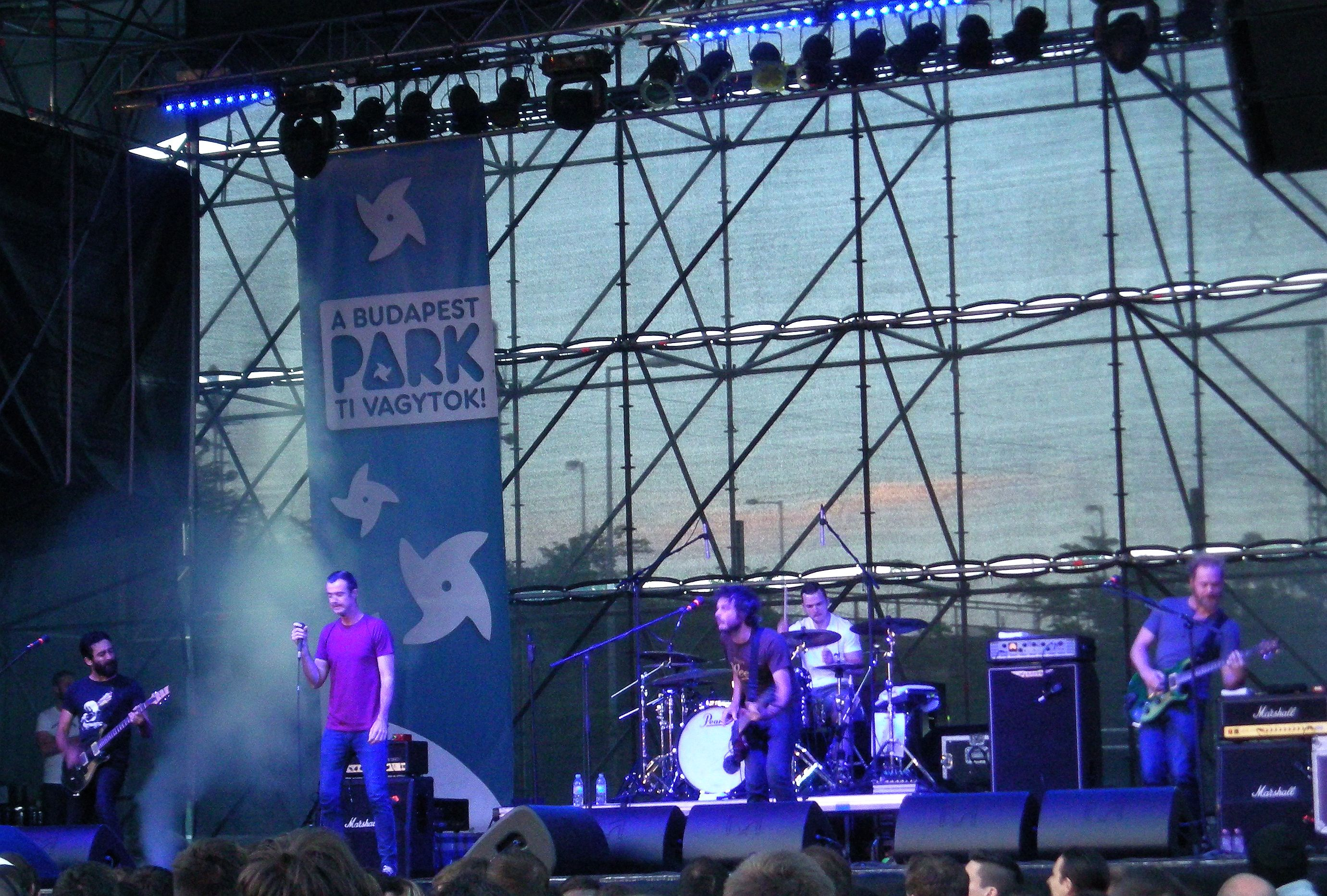
Karnivool sur scène à Budapest en 2013.

Après leur retour en Australie en septembre, le groupe prévoit d'écrire un troisième album,. En mars 2011, Karnivool annonce trois concerts en Australie-Occidentale. À ces concerts, ils jouent la chanson The Refusal et Goddard annonce que le groupe sera en studio pour un troisième album. La tournée continue dans le reste de l'Australie, et ensuite en Inde pour le festival culturel Mood Indigo en décembre 2011.
Le 21 mars 2012, la Melodias Frescas est annoncée et le groupe confirme de nouvelles chansons pour la tournée. Le groupe joue 16 concerts à guichet fermé en Australie avec les groupes Redcoats et Sleepmakeswaves. Le groupe revient en Inde en novembre, puis se 301 studios à Byron Bay, en Australie. Le groupe tourne de nouveau en Australie en décembre 2012, à Wollongong et Sydney avant de jouer au Pyramid Festival pour le réveillon du nouvel an. Asymmetry est publié le 19 juillet 2013 et un contrat est signé avec le label Density Records pour une distribution américaine. L'album débute premier des classements australiens.
En janvier 2015, Karnivool joue trois festivals en Inde. Le mois suivant, le groupe tourne au Royaume-Uni et en Europe en mars et avril 2015, avec Monuments. En mars 2015, le groupe annonce la tournée Themata Decade dix ans après la sortie de leur premier album, avec 16 concerts en Australie en avril et mai. Cairo Knife Fight est annoncé en ouverture.

## Membres

### Membres actuels
- Andrew « Drew » Goddard – guitare solo, voix (depuis 1997)
- Jon Stockman – basse (depuis 2000)
- Ian Kenny – voix (depuis 1997)
- Mark Hosking – guitare, voix (depuis 2003)
- Steve Judd – batterie (depuis 2004)

### Anciens membres
- Andrew Brown – basse (1998–2000)
- Brett McKenzie – batterie (1998–2000)
- Ray Hawking – batterie (2000–2004)

## Discographie

### Albums studio
- 2005 : Themata
- 2009 : Sound Awake
- 2013 : Asymmetry

### EPs
- 1999 : Karnivool
- 2001 : Persona
- 2005 : Themata